# Gesha
Ne doit pas être confondu avec Geisha.
Ne doit pas être confondu avec Gecha ou Geche dans le woreda Anderacha
Gesha (ou Gesha Deka,) est un woreda de la zone Keffa de la région Éthiopie du Sud-Ouest. Ce district a 85 104 habitants en 2007. Son centre administratif est Daka.

## Géographie
Situé dans l'ouest de la zone Keffa, Gesha est limitrophe de la région Oromia sur une courte distance au nord et de la zone Sheka à l'est.
Son centre administratif — qui peut s'appeler Deka, Daka, ou Deke selon les sources — se trouve  vers 2 300 m d'altitude, à 115 km de la capitale régionale Bonga.
| Didu (en) | Sayilem |        |
| Masha     | Gesha   | Gewata |
| Anderacha | Bita    |        |

Le district est le lieu d'origine des caféiers de variété Geisha (en) (ou Gesha) très appréciés et maintenant cultivés principalement au Panama[réf. souhaitée].

## Histoire
Le district fait partie au xxe siècle de l'awraja Kefa de la province homonyme.
Il se rattache à la zone Keffa de la région des nations, nationalités et peuples du Sud lors de la réorganisation du pays en régions en 1995.
Il passe dans la nouvelle région Éthiopie du Sud-Ouest en 2021 comme toute la zone Keffa.

## Démographie
D'après le recensement national de 2007 réalisé par l'Agence centrale de la statistique (Éthiopie), le district compte 85 104 habitants dont 5 % de citadins qui sont les 3 433 habitants de Daka.
Près de la moitié des habitants (45 %) sont protestants, 41 % sont orthodoxes et 13 % sont musulmans.
En 2022, sa population est estimée à 115 451 personnes avec une densité de population de 162 personnes par km2 et 714 km2 de superficie,.